# Espace numérique de travail
Environnement numérique de travail
Pour les articles homonymes, voir ENT.

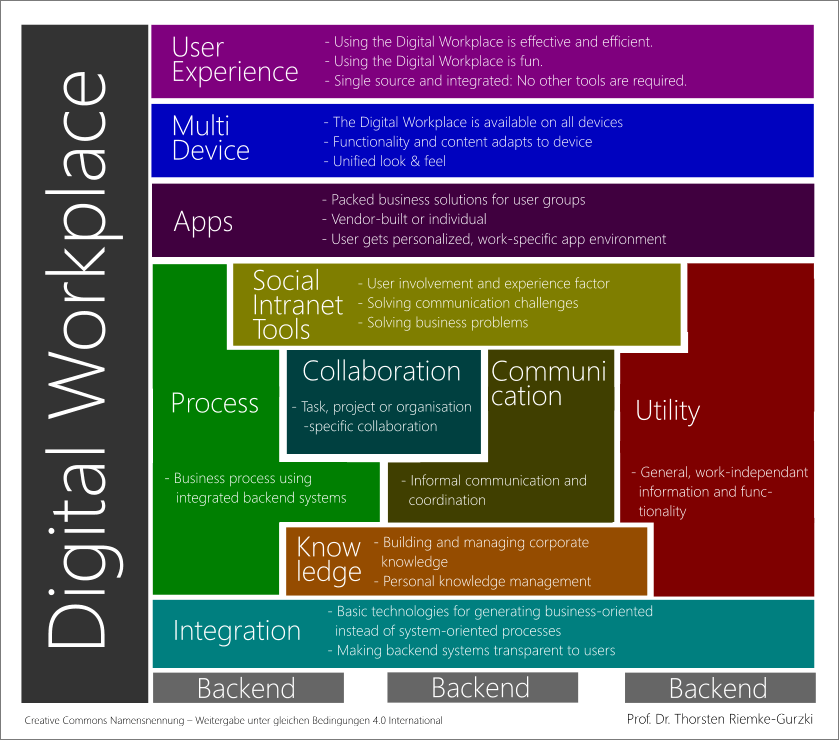
Les différentes composantes de l'espace numérique de travail (ou).

Un espace numérique de travail (ENT) ou environnement numérique de travail (en anglais : digital workplace) est un ensemble de techniques permettant à un professionnel d'accéder à toutes ses informations de travail, de communiquer et de collaborer sur ses projets et activités. L'espace numérique de travail intègre généralement un moteur de recherche, une gestion documentaire et un réseau social d'entreprise. Il représente un développement ultérieur de l'intranet, permettant le travail à domicile et le travail flexible dans le temps et l'espace.

## Mobilité
L'espace numérique de travail doit prendre en compte deux types d'usages : 
- les pratiques bureautiques : publications de documents de travail importants, échanges structurés, gestion de projet complexe... ;
- les pratiques mobiles : information rapide, notifications, dialogue en ligne, lecture de veille, annotation ou commentaire sur le corps d’un document, coordination en équipe[2]...

Le baromètre « Digital workplace 2018 » mesure la perception et l'évolution de l'espace numérique de travail. Cette enquête est réalisée par l'IFOP auprès de plus de 1 015 collaborateurs dont trois cents « milléniaux » (nés entre 1983 et 2000). Selon cette enquête, seuls 35 % des collaborateurs sont équipés en PC portables et téléphones mobiles, ce qui reflète un déploiement et des usages encore limités. Pour 37 % des cadres, c'est la résistance au changement qui reste le principal obstacle.

## Interopérabilité
La multiplication des applications et des équipements est un frein au développement d'un espace numérique de travail cohérent. La qualité des réseaux est aussi un facteur important pour l'utilisation de ces outils dans le cadre professionnel. Afin de permettre une transformation durable des méthodes de travail, l’interopérabilité des données doit être garantie par un système d'information facilitant le dialogue entre les applications.

## Adaptation aux différents domaines d'activité
La transformation numérique touche l'ensemble des secteurs d'activité et l'espace numérique de travail doit s'adapter au contexte professionnel de chaque domaine concerné.

### Domaine de l'éducation
L'espace numérique de travail (ENT) désigne d'une façon générale un ensemble d'outils en ligne qui permet un accès à distance à des ressources numériques. Dans le domaine de l'éducation, en France, les « ENT » sont très utilisés depuis la fin des années 2000. L'ENT, parfois appelé « portail unique » ou « bureau virtuel » regroupe des services aux usagers et aux personnels. Il est mis à disposition dans le cadre d'une compétence partagée entre l'État et les collectivités territoriales. L'ENT prolonge l'usage du numérique en général, vecteur de réussite de tous les élèves, et la bonne communication entre les différents acteurs de cette réussite.
La définition de l'ENT donnée par le ministère français de l'Éducation nationale (SDET V6.3, Schéma directeur des espaces de travail) est la suivante :

« Un espace numérique de travail (ENT) désigne un ensemble intégré de services numériques choisis et mis à disposition de tous les acteurs de la communauté éducative d'une ou plusieurs écoles ou d'un ou plusieurs établissements scolaires dans un cadre de confiance défini par un schéma directeur des ENT et par ses annexes. Il constitue un point d'entrée unifié permettant à l'utilisateur d'accéder, selon son profil et son niveau d'habilitation, à ses services et contenus numériques. Il offre un lieu d'échange et de collaboration entre ses usagers, et avec d'autres communautés en relation avec l'école ou l'établissement. »

### Domaine de l'industrie
Dans le domaine industriel par exemple, l'implémentation d'écran tactile dans les ateliers, l'avènement de la 3D et de la réalité virtuelle nécessite de nouvelles compétences ,.

### Domaine juridique
L'informatisation des procédures judiciaires nécessite de mettre en place la traçabilité de la communication et la simplification du processus de signature. « Le juge a ses habitudes et il a besoin d’avoir tout devant lui. Le vrai défi est de trouver l’environnement informatique qui lui permettra de continuer à faire tout ce qu’il fait actuellement sur papier ».

### Domaine agricole
Les espaces numériques de travail sont susceptibles d'intéresser le domaine agricole, en particulier l'enseignement agricole.